# 鈇鑕四
鯨魚座υ，又名BD-21 358，HD 12274、SAO 167471、HR 585，是鯨魚座的一颗恒星，视星等为4，位于銀經195.47，銀緯-73.25，其B1900.0坐标为赤經1h 55m 17.6s，赤緯-21° -73.25′ 44″。